# جينيفيف هيوز
جينيفيف هيوز (بالإنجليزية: Genevieve Hughes)‏ هي تاجرة أسهم أمريكية، ولدت في 14 يوليو 1932 في واشنطن العاصمة في الولايات المتحدة، وتوفيت في 2 أكتوبر 2012 في مورفيسبورو في الولايات المتحدة.